# 世紀婚魘
《世紀婚魘》（英語：The Invitation）是一部2022年美國恐怖驚悚片，故事靈感來自布拉姆·斯托克小說《德拉库拉》，講述了一位年輕女子在母親去世後首次見到失散多年的家人，卻發現了對方隨身攜帶的黑暗秘密。電影由潔西卡·M·湯普森執導，布萊兒·巴特勒編劇，娜塔莉·伊曼纽尔和湯瑪斯·達赫蒂主演。
《世紀婚魘》由索尼影業發行安排2022年8月26日在美國上映，口碑在影評界褒貶不一且趨向負面，影評家稱讚娜塔莉·伊曼纽尔的演出，但批評故事、劇本和恐怖橋段。

## 發行
《世紀婚魘》2022年8月26日於全美戲院同步上映。

### 票房
截至2022年9月25日，《世紀婚魘》在美國與加拿大獲得的票房已達$23,100,000美元，其他國家亦有共達$8,600,000美元的票房，全球票房共達$31,700,000美元。此外，於北美地區同時上映的電影包含《三千年的渴望》與《破碎》。
這部電影上映的第一天就創造了$2,600,000美元的票房（包含在禮拜四晚間試播版本的$775,000美元），並在首週末於3,114間戲院創造$6,800,000美元的票房（未含稅）。自 2021年5月上映的電影《死亡漩渦：奪魂鋸新遊戲》（$4,500,000美元票房）以來，它成為最不賣座的電影。在上映後的第二周，這部電影的票房累積$4,700,000美元的票房（ 4天的勞動節連假累積$57,000,000美元總額）一直到第5個禮拜，總共下降了30.7%。

### 評價
根據評論匯集網站爛番茄，54位的評論中僅有26%是正面的，平均評分為4.6/10。該網站的共識是：「儘管有非常討人喜歡的主角和令人耳目一新的輕鬆幽默感，但《世紀婚魘》無論以浪漫或恐怖故事來說，終究還是太老套了。」Metacritic 使用加權平均數，並根據14 位評論家所表明「不一或平均的評價」，在滿分100分中只給這部電影打了45分。CinemaScore 投票的觀眾依據 A+ 到 F程度給這部電影的平均評分為「C」。
《紐約時報》記者娜塔莉亞·溫克爾曼（Natalia Winkelman）寫道：「以這樣廣泛的恐怖盛宴來說，劇中有太多糟糕且庸俗的對白，而且嚇人戲碼重複性過高，就連最容易被嚇到的觀眾（包含我在內）也早早就對其免疫了。」《綜藝》雜誌的喬·萊登（Joe Leydon）則在他的影評寫到：「儘管充滿野心地想透過種族、階級與男性特權的寓言故事，來重振這種過時的恐怖電影形象，但[這部電影]太冗長了，實在令人感到乏味。」

## 外部連結
- 官方网站
- 互联网电影数据库（IMDb）上《世紀婚魘》的资料（英文）